# Comunicazioni ottiche in spazio libero
In telecomunicazioni le comunicazioni ottiche in spazio libero (in inglese free space optical communications) indicano tutte quelle comunicazioni, e i rispettivi sistemi di telecomunicazioni, di tipo wireless che anziché fare uso di portanti radio sotto forma di una radiocomunicazione fanno uso di portanti elettromagnetiche appartenenti alla gamma delle frequenze o lunghezza d'onda ottiche o dell'infrarosso, finalizzate al trasporto di informazione tra un utente ed un destinatario ovvero tra un trasmettitore ed un ricevitore. 

## Descrizione
Tipicamente il trasmettitore è costituito da un modulatore ed un laser che imprimono informazione sulla portante ottica realizzando una trasduzione elettro-ottica ed il ricevitore da un fotorivelatore adibito alla trasduzione inversa ottico-elettrica, mentre il mezzo trasmissivo è rappresentato dall'etere ovvero l'atmosfera oppure lo spazio libero come il vuoto cosmico interplanetario. La forte direttività del fascio ottico prodotto implica la necessità di un puntamento estremamente preciso tra trasmettitore e ricevitore per il funzionamento del sistema. Le problematiche sono simili a quelle di una radiocomunicazione con la funzione di trasferimento del canale che è tempo-variante in maniera aleatoria in funzione dello stato di propagazione del segnale ottico per presenza di disturbi vari nel cammino ottico e la probabilità non nulla di fuori servizio.

### Vantaggi e svantaggi
I vantaggi di tali tecnologie sono rappresentati dai bassi costi rispetto sistemi cablati e dall'elevata velocità di trasmissione (dell'ordine del Gigabit/s) rispetto alle classiche radiocomunicazioni, mentre tra gli svantaggi si annoverano le distanze massime servibili che possono raggiungere al più una decina di km circa, la necessità della linea di vista tra trasmettitore e ricevitore, la possibilità di fuori servizio (outage) in occasione di condizioni atmosferiche sfavorevoli quali pioggia, neve, grandine, nebbia, umidità elevata ovvero situazioni legate alla presenza di disturbi fisici di dimensioni paragonabili alla lunghezza d'onda della radiazione ottica che causano forte attenuazione del segnale ottico per via di fenomeni di scattering e scintillazione atmosferica fino a produrre il fuori servizio del sistema di trasmissione/ricezione.

### Applicazioni
Il loro uso è relegato unicamente ai ponti radio ottici ovvero collegamenti point-to-point con distanze di copertura brevi e laddove la probabilità di fuori servizio dovuta ad eventi atmosferici sfavorevoli non è elevata (zone dal clima secco). Altre applicazioni sono presenti anche nelle telecomunicazioni satellitari nei collegamenti intersatellitari (inter satellite link) dove l'assenza del mezzo atmosferico o di un mezzo atmosferico estremamente rarefatto favoriscono la libera propagazione ottica senza disturbi. Possibile ulteriore applicazione è nella rete di accesso in sostituzione della cablatura.